# Nordovyj
Nordovyj (rus. Нордовый) je mali, nenaseljeni otok u Kaspijskom moru. Nalazi se 15 km sjeverno od rta Mys Bryanskaya Kosa, rta na zapadnoj obali Kaspijskog jezera.
Otok leži u smjeru SZ/JI. Dug je i uzak, duljine 1,2 km i širine 0,2 m. To je utočište za razne morske ptice, koje tu žive neometane ljudskom prisutnošću.
Otok Nordovy pripada Republici Dagestan, ruskom federalnom subjektu.